# Infolio éditions
Infolio est une maison d'édition suisse créée en 1999.

## Présentation
Fondées par Frédéric Rossi, archéologue, et son frère David Rossi, libraire, en 1999, les éditions Infolio sont établies à Gollion, près de Lausanne en Suisse.
Plus de 700 titres composent son catalogue qui couvre différents domaines tels que l'architecture, l'histoire, l’ethnologie, l'archéologie, les beaux-arts ou la littérature et les essais. L’archéologie représente toutefois la moitié de ses parutions.
De fait, spécialisées à l’origine en architecture et en archéologie, les éditions Infolio se sont ensuite développées dans différentes branches, telles que l’histoire, l’ethnologie, la photographie et le design.
En 2005, avec le nouveau collaborateur Denis Bertholet, Infolio fonde sa collection de poche « Illico », qui réunit des essais brefs sur les sujets les plus divers. L’Architecture d’Andrew Ballantyne et Sartre de Denis Bertholet inaugurent la collection.
En 2008, Infolio s’ouvre à la littérature avec la collection « Littérature » dirigée par Sylviane Friederich. Cette voie littéraire s’approfondit par la publication d’ouvrages littéraires dans la collection de poche « Microméga » et avec l’arrivée en 2010 de Patrick Amstutz, qui y poursuit sa collection d’études littéraires « Le cippe » et y fonde, en 2013, la collection « Maison neuve », puis en 2019 la collection « Presto », qui remet dans la lumière des personnages ou des thèmes suisses, illustres ou méconnus.
Infolio crée en 2015 une marque consacrée à la santé et au bien-être : La Source vive, dont s’occupe Laurence Malè.

## Principales collections
- Architecture :
  - Archigraphy, collection de théorie de l'architecture[3] ;
  - Archigraphy poche.

- Littérature :
  - Maison neuve ;
  - Microméga ;
  - Le cippe[7].

- Santé et bien-être :
  - La Source vive.

## Quelques auteurs
- David Alliot ;
- Raphaël Aubert ;
- Philippe Borgeaud ;
- François Chaslin ;
- Charles-Henri Favrod ;
- Justin Favrod ;
- Laurent Flutsch ;
- Louis-Paul Guigues ;
- Roger-Louis Junod ;
- Jean-Jacques Langendorf ;
- Daniel Maggetti ;
- Thierry Paquot ;
- Lucienne Peiry ;
- Rosette Poletti ;
- Aldo Rossi ;
- Pierre Sansot ;
- Bénédict de Tscharner.